# Militärflugplatz Tengah

i8
i11
i13
Die Tengah Air Base (chinesisch 登加空軍基地, malaiisch Pangkalan Udara Tengah, Tamil தெங்கா வான்படைத் தளம், IATA-Code: TGA, ICAO-Code: WSAT) ist ein Militärflugplatz des asiatischen Stadtstaates Singapur. Der westlichste Flugplatz Singapurs dient den Luftstreitkräften des Landes als größte Einsatzbasis ihrer Kampfflugzeuge.
Im Hinblick auf die für zirka 2030 geplante Stilllegung der Paya Lebar Air Base soll er in den kommenden Jahren erweitert werden.

## Geschichte

### RAF Tengah
Die Planung der zukünftigen Royal Air Force Station Tengah begann im Hinblick auf die sich rapide verschlechternde geopolitische Weltlage Mitte der 1930er Jahre. Die Station wurde im Sommer 1939, kurz vor dem Ausbruch des Zweiten Weltkriegs in Europa als zweite Basis der britischen Royal Air Force (RAF) nach RAF Seletar in Singapur eröffnet.
Nach dem Beginn der japanischen Invasion der Malaiischen Halbinsel war Tengah, zusammen mit RAF Seletar, am 8. Dezember 1941 das Ziel des ersten japanischen Bombenangriffs auf Singapur. Nachdem Tengah im Februar 1942 als erste RAF-Station in Singapur an Japan gefallen war, diente sie der japanischen Heeresluftwaffe als Stützpunkt.
Die RAF kehrte zum Ende des Zweiten Weltkriegs zunächst nach Tengah zurück. Im Zuge der unmittelbar einsetzenden Dekolonialisierung in Südostasien kam zur von den Briten als Malayan Emergency wurden in RAF Tengah Bomber des Typs Avro Lincoln von RAF und Royal Australian Air Force (RAAF) stationiert und zu Angriffen auf kommunistische Guerillatruppen eingesetzt. Seit dieser Zeit ist Tengah der wichtigste Kampfflugzeugstützpunkt in Singapur.
Das Jet-Zeitalter begann in Tengah 1954 als hier britische De Havilland Venom FB4 und De Havilland Vampire T11 im Dienst der 60. Squadron eintrafen und durch die 14. Squadron der Royal New Zealand Air Force (RNZAF) verstärkt wurden. Die Venoms und die Lincoln der 1. Staffel der RAAF blieben bis 1958 in Tengah.
In der Zeit 1958 bis 1966 lagen hier anschließend English Electric Canberra B2, zunächst der 75. Squadron (RNZAF) und anschließend der 45. Squadron (RAF). Im Jahr 1959 verlegte die jetzt mit Gloster Meteor NF14 ausgerüstete 60. Squadron erneut auf die Station. Sie wurde, nachdem sie bereits seit 1961 die Gloster Javelin flog, Anfang 1968 aufgelöst. Ihr folgten zur Verstärkung der SEATO 1960 die Hawker Hunter der 20. Squadron, die 1970 ebenfalls aufgelöst wurde. Beide Staffeln waren in der Folgezeit übrigens im rheinischen Wildenrath stationiert.
Nach der Unabhängigkeit Malaysias 1963 begann die dreijährige Konfrontasi mit Indonesien. Die Briten unterstützten ihre ehemalige Kolonie in diesem bewaffneten Konflikt und verlegten 1963/64 ihre 15. Squadron mit ihrer modernen Bomber vom Typ Handley Page Victor B.1A nach Tengah. Als weitere „Javelin“-Staffel operierte im Anschluss die 64. Squadron von 1964 bis 1967 von hier aus. Ihr waren die seinerzeit modernsten Abfangjäger vom Typ English Electric Lightning im Dienst 74. Squadron die 1971 mit der Aufgabe von RAF Tengahs aufgelöst wurde.

### Tengah Air Base
Der Flugplatz wurde 1971 im Rahmen der Schließung der meisten britischen Überseemilitärstützpunkte in jener Zeit an das im Vorfeld 1968 aufgestellte Singapore Air Defence Command (SADC) übergeben (seit 1975 Republic of Singapore Air Force (RSAF)), die ihn letztendlich Tengah Air Base umbenannte. Da der Aufbau der zukünftigen RSAF 1971 noch nicht abgeschlossen war, lagen hier im Rahmen des Five Power Defence Arrangements (FPDA) weiterhin noch bis 1976 britische und bis 1983 australische Streitkräfte.
Der Aufbau der späteren RSAF begann in Tengah bereits Mitte 1969 mit der Aufstellung einer Flugschule im Rahmen der 130. Squadron. Sie war zunächst mit BAC Strikemaster Mk.84 ausgerüstet und ab Ende 1983 mit SIAI-Marchetti S.211. Der Schulflugbetrieb wurde 1994 ins australische Pearce verlegt.
Die ersten beiden Einsatzstaffeln wurden in den Jahren 1970 und 1972 mit Hawker Hunter verschiedener Baureihen aufgestellt. Hinzu kam 1973 die Kunstflugstaffel „Black Knights“ die zunächst ebenfalls die Hunter flog. Die Hunter wurden bis Anfang der 1990er Jahre genutzt.
Mit der Douglas A-4 Skyhawk trafen Ende 1975 erstmals Kampfflugzeuge eines US-amerikanischen Herstellers zum Einsatz auf der Tengah Air Base ein. Zunächst wurde die „Skyhawk“ nur durch die 143. Staffel genutzt und 1984 wurde mit der 145. Staffel eine weitere A-4 Einheit aufgestellt. Erstere wurde 1997 wieder aufgelöst und letzter wurde 2003 nach Changi-East verlegt. Die „Black Knights“ flogen in den 1990er Jahren ebenfalls für einige Saisons die Version A-4SU.
Anfang 1979 wurde mit der Northrop F-5E/F ein weiterer US-Flugzeugtyp in Dienst gestellt. Hierzu wurde zunächst die 144. Staffel aufgestellt, die Mitte 1985 nach Paya Lebar verlegt wurde. Zeitgleich wurde in Tengah die 149. Staffel als F-5 Staffel in Dienst gestellt. Diese wurde 1994 ebenfalls nach Paya Lebar verlegt. Die „Black Knights“ hatten bereits 1981 für eine Saison auch die F-5E genutzt.
Der vorläufige Aufbau der RSAF in Tengah wurde 1987 abgeschlossen, als die 111. Staffel mit Singapurs ersten Frühwarnflugzuegen vom Typ Grumman E-2C Hawkeye aufgestellt wurde. Die „Hawkeye“ wurde bis 2010 geflogen.
Die ersten modernen Überschalljets trafen in Form der General Dynamics F-16A/B Anfang 1990 bei der 140. Staffel ein. Die 143. Staffel erhielt 1998 die seinerzeit modernste Version F-16C/D und auch die 140. Staffel rüstete in den Jahren 2003/2004 auf diese Version um. Als Nachfolger der E-2C erhielt die 111. Staffel Gulfstream/IAI G550 CAEW, die 2019 nach Paya Lebar verlegt wurden.
Im Jahr 2007 begann die Auslieferung von Elbit Hermes 450-Drohnen an die RSAF. Die volle Einsatzfähigkeit der von der 116. Staffel betriebenen Drohnen wurde schließlich 2015 erreicht.
Am 1. September 2018 wurde hier der 50. Gründungstag der RSAF mit einer Parade und weiteren Veranstaltungen gefeiert.

## Sonstiges
Im Westen grenzt mit dem Murai Camp ein weiterer kleiner Flugplatz an die Tengah Air Base, von dem aus die RSAF ihre Unbemannte Luftfahrzeuge einsetzt.
Das zweite Modell, das erste war ab 1988 die Scout, der RSAF war die seit 1994 genutzte IAI Searcher-Drohne, die bei der 128. Staffel flog und im Jahr 2007 begann als Ergänzung die Auslieferung von Hermes 450. Die volle Einsatzfähigkeit der von der 116. Staffel betriebenen Drohnen wurde schließlich 2015 erreicht.
Im Jahr 2012 begann der Zulauf der IAI Heron 1-Drohnen als Nachfolger der Searcher, die von der 119. und der 128. Staffel betrieben werden.

## Heutige Nutzung
In Tengah liegen heute die meisten der F-16 Kampfflugstaffeln der RSAF (140., 143. und 145. Staffel) und mit der 111. Staffel die einzige Frühwarnstaffel, die mit Gulfstream G550 Nachshon Eitam ausgerüstet ist.

## Zwischenfälle
- Am 27. August 1948 kam es an einer Avro Lancastrian C.1 der British Overseas Airways Corporation (BOAC) (Luftfahrzeugkennzeichen G-AGMB) eine Stunde nach dem Start in Richtung Colombo zu niedrigem Öldruck in einem der Triebwerke. Dies zwang den Kapitän zur Rückkehr nach Singapur. Bei der Landung auf dem Militärflugplatz Tengah geriet das Flugzeug über die Landebahn hinaus auf unwegsames Gelände. Dabei wurde es irreparabel beschädigt. Alle 18 Insassen, Besatzungsmitglieder und Passagiere, überlebten den Unfall.[6]